# جین درو

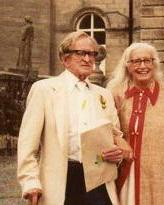
جین درو و ماکسول فرای

دِیم جین درو (به انگلیسی: Jane Drew) (زاده ۲۵ مارچ ۱۹۱۱، در گذشت ۲۷ ژوئیه ۱۹۹۶) یک معمار و شهرساز مدرنیست انگلیسی بود. وی در «مدرسه انجمن معماری» -AA- تحصیل کرد و قبل از جنگ جهانی دوم یکی از نمایندگان برجسته «جنبش نو گرایی» در لندن تبدیل شد.
در زمانی که «درو» اولین دفتر خود را با این ایده که فقط معماران زن را استخدام کند، تأسیس کرد، معماری یک حرفهٔ به شدت مردانه بود. وی در طول جنگ جهانی اول و بعد از آن در زمینهٔ طراحی مسکن دولتی و اجتماعی در انگلیس، غرب آفریقا، هند و ایران فعال بود. او همراه شوهر دوم خود، مکسوِل فرای، مدارس و دانشگاه‌هایی را در غرب آفریقا طراحی و همچنین با او و «پیِر ژانره» در طراحی مسکن در شهر چندیگار همکاری کرد. او ساختمان‌هایی را در قنا، نیجریه، ایران و سریلانکا طراحی کرد و دربارهٔ آنچه که در معماری در این کشورها آموخته بود، کتابهایی را به رشتهٔ تحریر درآورد. در لندن وی ساختمان‌هایی را برای مسکن اجتماعی و در جشنوارهٔ بریتانیا، طراحی کرد و نقشی هم در تأسیس «بنیاد هنرهای معاصر» داشت. بعد از بازنشستگی وی به کشورهای مختلفی برای شرکت در کنفرانس‌ها سفر کرد و چند مدرک افتخاری دریافت کرد. وی در ۳۰ دسامبر ۱۹۹۵ تنها ۷ ماه قبل از مرگش. , نشان شوالیه را به خاطر خدماتی که در عرصهٔ معماری انجام داده بود دریافت کرد.

## اوایل زندگی ۱۹۲۸–۱۹۱۱
درو در ترونتون هیث (بخشی از منطقهٔ سِری) به نام آیریس استل رادکلیف درو متولد شد. اما چندی بعد به اسم «جویس بوِرلی درو» ثبت شد. پدرش هری گای رارکلیف درو (نوهٔ جوزف درو) طراح لوازم جراحی بود. وی همچنین در انجمن «تکنیسین‌های جراحی بریتانیا» را تأسیس کرد. او یک اومانیست بود «کسی که از منفعت طلبی و ستم متنفر بود». مادر جین، اِما اسپرینگ جانز Emma spring janes معلم مدرسه بود. وقتی که جین ۴ سال بیشتر نداشت در یک سانحهٔ رانندگی تا آخر عمر فلج شد. اما به خوبی توانست از ۲ دخترش مراقبت و آن‌ها را تشویق کند تا به علایق اصلی خود یعنی مشاهدهٔ طبیعت و درک ارزش هنر بپردازند. وی همچنین در امور اقتصادی شمِ قوی داشت. جین خواهر بزرگتری هم داشت به نام دوراتی (۱۹۵۹–۱۹۰۹) که پزشک بود و بعدها شاگرد اف.ام. الکساندر شد. جین درو در مدرسهٔ دور فورد در شرق کرویدون و بعد در دبیرستان کرویدن جایی که دختر ارشد شد، تحصیل کرد. در میان دوستانش در مدرسهٔ وود فورد بازیگرانی چون پجی آشروفت و دایانا وینیارد بودند. همچنین در دبیرستان کرویدون دوستانی داشت همچون باربارا جونز نقاش دیواری، تصویرگر و فعال محبوب حقوق زنان.

## قبل از جنگ ۱۹۳۹–۱۹۲۹
جین تحصیلات خود را در مدرسهٔ انجمن معماری-AA- (1934-1929) به پایان برد. در سال ۱۹۳۸ با همکلاسی اش جیمز توماس آلیستون ازدواج کرد. بعد از اینکه جیمز به دفتر آلیستون پیوست برنده مسابقهٔ طراحی یک بیمارستان در دِوِن شدند. خانه و دفتر کوچکشان (آلیستون و درو) در لندن بود و کار اصلی شان طراحی مسکونی در وینچستر. ثمرهٔ این ازدواج دو دختر دوقلو بود به نام‌های جنیفر ان شرلی(۱۹۸۶–۱۹۳۷) و سارا جین جورجینا (۲۰۱۱–۱۹۳۷). جین در ۱۹۳۹ از جیمز جدا شد.

### جنبش مدرن
جین درو به زودی به جنبش مدرن (سیام- CIAM) پیوست. جنبشی که رهبر معنویش معمار سوئیسی لوکوربوزیه بود. جین یکی از مؤسسین جنبش مدرن در بریتانیا تحت عنوان مارس(Mars Modern Architectural Rresearch) شاخهٔ بریتانیایی سیام بود. مارس انجمنی متشکل از معماران، نقاشان و صنعتگران بود. با شعار «استفاده از فضا برای فعالیت‌های بشر به جای دستکاری هنجارهای استایلیزه شده» در این گروه بود که جین لوکوربوزیه، الیزابت لیو تینز و مکسول فرای (بکی از همراهان وی در تأسیس جنبش) را ملاقات کرد. جین در سال ۱۹۴۲ با مکسول فرای ازدواج کرد.

### چندیگار و لوکوربوزیه
بعد از مورد توجه واقع شدن پروژه‌های درو در غرب آفریقا، نخست‌وزیر هند پاندیت نرو از جین و همسرش ماکسول فرای برای طراحی پایتخت جدید پنجاب، چندیگار دعوت کرد. وی به‌طور هم‌زمان به شدت درگیر «جشنوارهٔ بریتانیا» بود و مطمئن نبود که توانایی مشارکت در این پروژه را داشته باشد. درو از جذبه و نفوذی که داشت برای متقاعد کردن معمار سوئیسی، لوکوربوزیه برای مشارکت در این پروژه استفاده کرد. لوکوربوزیه مسئول طراحی نقشه اصلی شهر و ساختمان نهادهای اصلی حکومتی شد. درو، لوکوربوزیه را برای اولین بار قبل از جنگ در کنگرهٔ سیام دیده بود. جین تحت تأثیر دانش گستردهٔ لوکوربوزیه و تجربیاتش در بیان مشکلات خانه‌سازی در کشورهای عقب مانده به واسطهٔ شخصیت و وضوحی که در منطق بُرنده اش داشت قرار گرفت. کار کردن با چنین شخصیت قدرتمندی دشوار و سخت به نظر می‌آمد و جین گاهی دچار تردیدی می‌شد که آیا دعوت از لوکوربوزیه کار درستی بوده است یا خیر. به نقل از خود درو، «لوکوربوزیه با تمام بزرگیش خطاهای زیادی را مرتکب شد. همان‌طور که هرکس دیگری که چیزی جدید را تجربه می‌کند و مرتکب می‌شود. با این وجود دوستان بسیار صمیمی با هم شدیم» درو، پِیر ژانره (پسرعموی لوکوربوزیه) و مکسول فرای سه سال ممتد را در چندیگار گذراندند و وضعیت زندگیشان ابتدایی و گرمای آنجا طاقت فرسا بود.
پاندیت نرو می‌خواست تا چندیگارنمونه‌ای از شهری باشد، پذیرای هزاران پناهنده‌ای که روزانه از پاکستان می‌رسیدند. وی نمی‌خواست تا از سُنت‌های گذشته پیروی کند بلکه در پی تجربهٔ فرم‌های نوینی در طراحی بود. در نتیجهٔ این سیاست، درو، فرای و لوکوربوزیه قادر بودند تا مدارس، کلینیک و استخرهای روباز و تأترهای در فضای باز را با مسکن‌ها ترکیب کنند.
تمام خانه‌ها دارای امکانات بهداشتی و ذخایر آب مناسب بودند. مساکن ارزانتر به شیوهٔ تراسه بودند که به ساکنین این امکان را می‌داد تا از اتاق‌های بزرگتر و امنیت بیشتر برای اموالشان برخوردار باشند. قبل از اینکه این خانه‌ها به تعداد زیاد ساخته شوند، درو نمونه‌های اولیه را برای سکونت ، مورد نقد قرار گرفتن و بهتر شدن طرح خانه ساخت و در این مسیر متوجه شد که هندیان می‌توانند تا در آپارتمان‌های جدید ساکن شوند. فضای باز عمومی برای قشرها کم درآمد در نظر گرفته شد. اجارهٔ خانه‌ها جوری تنظیم شده بود که ۱۰/۱ درآمد یک مرد را به خود اختصاص ندهد. از وقتی که نگهداری حیوانات مثل بوفالو و گاو منجر به گسترش بیماری‌های مسری شد، ورودشان به این خانه‌ها ممنوع گردید.
بسیاری از فرم‌های سنتی خانه‌سازی در هند منسوخ شد و تمایلی برای تجربهٔ سبک جدبد زندگی به وجود آمد. طراحی فرم‌های جدید خانه‌سازی بر روی طرح‌های خانه‌ها در سراسر هند تأثیر گذاشت.

## در خلال جنگ ۱۹۴۵–۱۹۳۹
معماری در آن زمان یک حرفه کاملاً مردانه بود. زمانی که جین به تنهایی در سال‌های جنگ (۴۴–۳۹) در دفترش در لندن کار می‌کرد، از همان ابتدا فقط معماران زن را استخدام کرد. گرچه بهدها این رویه تغییر کرد. فعالیت‌های او در دورهٔ جنگ شامل موارد زیر می‌شود :

۱۹۴۰ کار برای "قایق‌های بادبانی والتون " در شهر "والتون آن تیمز" نزدیک لندن

۱۹۴۱ نمایشگاه طراحی آشپزخانه

۱۹۴۳۱۹۴۱ مشاور در "انجمن تجاری گاز بریتانیاً طراحی شده به دست زنان برای زنان .

۱۹۴۴ نمایشگاه "بازسازی بریتانیاً در گالری ملی لندن

۱۹۴۵–۱۹۴۴ دفتر موقتش در میدان بدفورد بمباران شد.

۱۹۴۵ مشاور وزیر مسکن در امور مستعمرات غرب آفریقا

## دوران پس از جنگ ۱۹۵۹–۱۹۴۶
بعد از جنگ وارد شراکت کاری با مکسول فرای شد و دفتر «فرای، درو و همکاران» را تأسیس کرد. از ژانویه ۱۹۴۶ فعالیتشان را در لندن آغاز کردند و در ۱۹۶۲ دومین دفتر را راه انداختند. وی تا ۱۹۷۷ به همکاری با ماکسول فرای ادامه داد .

۱۹۶۲–۱۹۴۶ تأسیس و سردبیری «کتاب سال معماران» به ابتکار پاول الکِ ناشر.

۱۹۴۶ نمایشگاه «بریتانیا می‌تواند» در موزهٔ ویکتوریا و آلبرت

۱۹۴۸ غنا: کالج تربیت معلم مامپانگ (همراه با مکس فرای)

۱۹۴۹ ساختمان بیمارستان برای شرکت نفت کویت

۱۹۵۰ غنا، کالج آدیس آبابا و دبیرستان ویزلی گیرلز در شهر کیپ کوست

۱۹۵۰ آپارتمان‌های پسفیلد، لندن (به همراه مکس فرای)

۱۹۵۰ طراحی داخلی برای مؤسسهٔ هنرهای معاصر

۱۹۵۸–۱۹۵۱ همکاری دفتر جین فرای با دریک و لیسون

۱۹۵۳–۱۹۵۱ جین فرای در همکاری با لوکوربوزیه و پیر ژانره به عنوان معماران ارشد مسئول طراحی بسیاری از خانه‌ها در چندیگار، پایتخت جدید قسمت غربی جدا شده هند، پنجاب شدند. جین، لوکوربوزیه را متقاعد کرد تا طرح اصلی آلبرت مِیِر را دوباره طراحی کند.

### دیگر کارها
۱۹۵۳ ساختمان‌های ایبادان، نیجریه: ساختمان دانشگاه، بانک تعاون و سالن اجتماعات

۱۹۵۳ آپارتمان‌های وایت فود لین

۱۹۵۵ طراحی مسکونی در مسجد سلیمان (اولین محوطهٔ نفتی در خاورمیانه) برای کارمندان شرکت نفت، طراحی شهری میدان نفتی گچساران در جنوب ایران .

۱۹۵۸–۱۹۵۵ همکاری با دنیس لاسدون در طراحی مسکونی خیابان اوسک، لندن

۱۹۵۹ بانک تعاون، دفاتر و فروشگاه‌ها، ناگوس، نیجریه

۱۹۵۹ گلف هاوس، شرکت نفت خلیج، لندن

## کارهای اخیر ۱۹۷۹–۱۹۶۰
۱۹۶۰ مرکز هنر لیونل وندت، گلومبو، سریلانکا

۱۹۶۲ افتتاح دفتر دوم «فرای، درو و همکاران» در لندن

۱۹۶۴ مرکز تربیتی، آپوا، غنا

۱۹۶۴ دفتر سرپرستی شرکت شِل در سنگاپور

۱۹۶۵ استادیوم «احمدوبلو» و استخر شنا، کارونا، نیجریه

۱۹۶۵ کالج تربیت معلم بانوان، کانو، نیجریه

۱۹۶۷ مرکز یادبود مارگارت پایک، لندن

۱۹۶۸ بیمارستان نوربای و خانه پرستاران، توکوی، دِوِن

۱۹۶۸ مدرسه برای کودکان ناشنوا، هرن هیل، لندن

۱۹۷۷–۱۹۶۹ ساختمان دانشگاه اُپن، با کینگهام شایر

۱۹۷۰ گالری هنر خانه کارلتون، لندن

۱۹۷۳ ساختمان جستتنر، استرلینگ، اسکاتلند

۱۹۷۷ انستیتو تحصیلات مایشز

۱۹۷۹ مدرسهٔ دختران سنت پل

## بازنشستگی ۱۹۹۶–۱۹۷۹
مکس در سال۱۹۷۳ خود را باز نشسته کرد اما جین تا ۱۹۷۹ به کار کردن ادامه داد، زمانی‌که هر دوی آن‌ها در استراحتگاهشان، "خانه دریاچه" در ساسکس ساکن شدند. جایی که معمولاً با خانواده و نزدیکان معاشرت می‌کردند. خانهٔ دریاچه جای بزرگی بود یک سوئیت را به آن افزوده بودند تا بتوانند از منظره "دریاچه" لذت ببرند. جین مهمانی‌هایی به یاد ماندنی را در این خانه برگزار کرد. در ۱۹۸۲ تصمیم گرفتند تا آنجا را بفروشند و به جایی نقل مکان کنند تا راحت‌تر بازنشستگی را سپری کنند. در کریسمس همان سال خانه‌ای در "وست لاج" خریدند و به آنجا منتقل شدند. در ۱۹۸۴ جین مهمانی بزرگی به مناسبت تولد ۸۵ سالگی مکس در نزدیگی لارینگتون هال ترتیب داد. در آن مهمانی بیش از ۲۰۰ نفر از افراد خانواده و دوستان حضور داشتند.
در سال بعد کتابی ۱۵۰ صفحه‌ای را به عنوان هدیه دریافت کرد با این عنوان "جین. پی. درو، معمار، به پاس قدردانی از طرف همکاران و دوستان به مناسبت تولد ۷۵ سالگی اش.

## مرگ
مکس فرای در ۱۹۸۷ فوت کرد. جین نیز به خاطر بیماری سرطان در سن ۸۵ سالگی در تاریخ ۱۹۶۶ درگذشت و در نزدیکی کلیسای رومالد مقدس در رمالد کیرک به خاک سپرده شد.